# Río Cujar
Der Río Cujar ist der etwa 168 km lange rechte Quellfluss des Río Purús (in Brasilien: Rio Purus) im Amazonastiefland der peruanischen Provinz Purús.

## Flusslauf
Der Río Cujar entspringt im äußersten Westen der Provinz Purús in der Region Ucayali auf einer Höhe von etwa 500 m. Der Río Cujar weist auf seinem gesamten Flusslauf ein teils stark mäandrierendes Verhalten mit zahlreichen Flussschlingen auf. Er fließt anfangs 50 km in überwiegend südöstlicher Richtung durch das Amazonastiefland. Anschließend wendet er sich nach Osten. Auf den letzten 55 Kilometern fließt er in Richtung Ostnordost und trifft auf einer Höhe von etwa 310 m auf den weiter nördlich verlaufenden Río Curiuja. Der Río Cujar durchquert auf seinem Flusslauf das Indianerreservat Reserva Indígena Mashco Piro.

## Einzugsgebiet
Der Río Cujar entwässert ein Areal von etwa 1730 km². Dieses liegt vollständig im Nationalpark Alto Purús und ist mit tropischem Regenwald bedeckt. Das Einzugsgebiet des Río Cujar grenzt im Osten an das des Río Ronsocoyacu, im Süden an das des Río Las Piedras, im Südwesten und im Westen an das des Río Sepahua, im Nordwesten an das des Río Inuya sowie im Norden an das des Río Curiuja.